# Lars Egebjer
Lars Sölve Egebjer, född 27 mars 1930 i Brännkyrka församling i Stockholm, död 24 januari 1986 i Sorunda församling, var en svensk tonsättare, organist, lärare i harmonilära och poet. 
Han var många år verksam som organist i Brännkyrka kyrka utanför Stockholm. Som kompositör såg han sig som en slags musikalisk arvtagare till Oskar Lindberg, som också var Egebjers lärare i harmonilära vid Kungl. Musikhögskolan i Stockholm. Kompositionerna är därför (mestadels) högromantiska.
Egebjer har lämnat efter sig många körkompositioner, solosånger, kantater och orgelverk. Även om en stor del av dessa är sakrala, finns det även en hel del profana. Många av de vokala verken är till egen text.

## Kompositioner

### Orgelverk
- Choraliter: 10 koralbearbetningar för orgel  (Noteria förlag N04752, 1966)
  - 1. Jag lyfter mina händer
  - 2. Lover Gud i himmelshöjd
  - 3. Vem är den stora skaran där
  - 4. O Jesu Krist, till dig förvisst
  - 5. Vad röst, vad ljuvlig röst jag hör
  - 6. Herren är min herde god
  - 7. O Gud, om allt mig säger
  - 8. Gammal är kyrkan, Herrens hus
  - 9. Den dag du gav oss, Gud, är gången
  - 10. En fridens ängel ropar: Kom!
- Melodi från Järna i Dalarna (Nordiska musikförlaget NMS6443, 1975)
- Nenia Wermlandica - Värmlandsvisan  (Noteria förlag N06608, 1978)
- Cavatina pro organo (Gehrmans musikförlag, 1987)
- Trio för orgel (Nordiska musikförlaget NMS4791)
- Suite Romantique (Noteria förlag, N3816)
- Det finns djup i Herrens godhet

### Körverk
- Sommarpsalm (EC1750)
- Advent (K12)
- Kyrkokantat nummer 3. Med Jesus fram (Nordiska musikförlaget N06650, 1982)